# Sabbia (singolo)
Sabbia è un singolo del cantautore italiano Ultimo, pubblicato il 25 luglio 2017 come terzo estratto dal primo album in studio Pianeti.

## Descrizione
Il cantautore ha descritto il brano in questo modo:
E ha aggiunto:
E infine ha aggiunto:

## Video musicale
Il video musicale, diretto da Tahir Hussain, è stato pubblicato il 27 luglio 2017 attraverso il canale YouTube della Honiro.

## Tracce
Testi e musiche di Niccolò Moriconi.
1. Sabbia – 3:38